# Purmo

Wappen von Purmo

Purmo ist ein Teil der Kommune Pedersöre in der finnischen Landschaft Österbotten mit ca. 1400 Einwohnern. Die Mehrzahl der Einwohner sind Finnlandschweden.
Purmo besteht aus den Dörfern Lillby, Nederpurmo (fi. Ala-Purmo), Åvist und Överpurmo (fi. Yli-Purmo). Der Ort war zwischen 1868 und 1976 eine selbständige Kommune. Durch ein Gesetz zur Zusammenfassung von Kommunen im Januar 1977 wurde Purmo in die heutige Kommune Pedersöre eingemeindet.
Der Ort bedeckt eine Fläche von 261,0 km2 und hatte bei der Auflösung der Gemeinde 1711 Einwohner. Am 1. Januar 2012 wohnten in Purmo nur noch 1433 Einwohner.

## Sehenswürdigkeiten
Der sogenannte „Losten“ in Överpurmo ist Finnlands größter Findling. Es gibt in Purmo ein Freiluftmuseum (Fagerbacka fäbodställe) zum Leben um das Jahr 1900 und Überreste einer steinzeitlichen Siedlung (Hundbacka).
Die Holzkirche in Purmo ist aus dem Jahr 1772.